# Screamo
Screamo ist ein Subgenre des Hardcore-Punk-Genres Emo. Zusammengesetzt wird dieser Ausdruck aus dem englischen scream (schreien) und emo [ˈiːmoʊ]. Musikalisch zeichnet er sich durch die Schnelligkeit und Härte des Hardcore aus, wobei das Schreien („Screamen“; siehe Gutturaler Gesang) den klassischen Gesang weitgehend ersetzt.

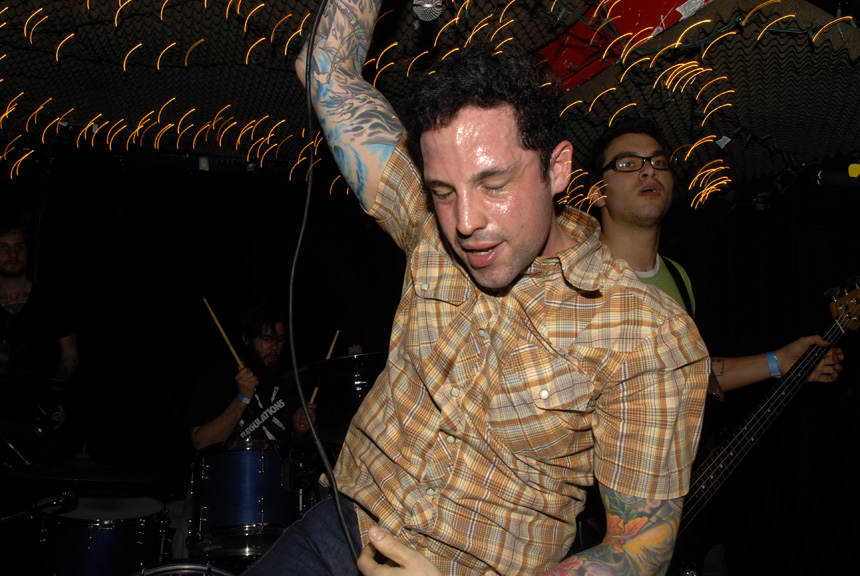
Billy Werner war Mitglied der als stilprägend geltenden Saetia (hier bei einem Auftritt mit Hot Cross), 2007

## Entwicklung
Screamo entwickelte sich Anfang der 1990er aus dem Emo der späten 1980er und frühen 1990er Jahre, die Entwicklung ähnelt der des Hardcore Punk insofern, als sie sich Elementen des Emocore bediente und diese auf die Spitze trieb, wie es auch bei Hardcore und Punk der Fall gewesen ist. Der Begriff „Screamo“ wurde zu diesem Zeitpunkt noch nicht verwendet. Die ersten Vorläufer lassen sich mit den Bands Iconoclast und Merel im Jahr 1990 in New Jersey festmachen, als eigene Spielart etabliert sich der Stil aber erst 1991 in San Diego mit Bands wie Heroin. 1992 entstehen in der Folge Portraits of Past, Mohinder und Andere in San Francisco, die den Stil auch an der Ostküste der USA bekannt machten.
Musikalisch gesehen waren diese Vorreiterbands wohl unter anderem von den Post-Hardcore-Bands beeinflusst, die sich in Washington, D.C. im Zuge des so genannten „Revolution Summer“ formierten (vor allem The Nation of Ulysses und Fugazi) sowie von der Hardcoreband Die Kreuzen. Die Swing Kids betonten allerdings auch den Einfluss, den der Post-Punk von Joy Division auf ihre Musik gehabt habe, so findet sich auf der ersten 7″ Single der Band ein Cover des Joy-Division-Lieds „Warsaw“.
Die Innovationen der oben genannten Bands wurden letztendlich von Bands überall in den USA aufgegriffen und es entstanden an der Ostküste mit Orchid, pg.99 und Saetia Gruppen, die Screamo-Bands bis heute beeinflussen. Während Orchid und pg.99 durch ihre schnellen, aggressiven Lieder gerne in die Nähe von Grindcore gerückt werden, bedienten sich Saetia großzügiger am „klassischen Emo-Sound“ Andere Gruppen, wie etwa Funeral Diner, bestanden zum Teil aus Mitgliedern der Vorreiterbands (im Fall von Funeral Diner, Mitglieder der Band Portraits of Past). Als vom Genre beeinflusst, sich jedoch einer eindeutigen Zuordnung widersetzend kann die Post-Hardcore-Gruppe The Blood Brothers aus Seattle betrachtet werden.
Mit dem Ende des Jahrtausends war das Genre weit über die Grenzen der USA hinaus gewachsen, so kommt mit Envy der prominenteste Vertreter des heutigen Screamo aus Japan. Die Band schuf durch die Vermischung von Screamo mit Post-Rock eine Spielart des Genres, die, vor allem in Europa mit Bands wie den Franzosen Daïtro und den Italienern Raein sehr verbreitet ist. Auch in Deutschland finden sich mit den Gruppen Yage, Tristan Tzara, Kurhaus, Eaves und Escapado weitgehend anerkannte Vertreter. In Bremen bildete sich um die Labels React with Protest und Per Koro Records eine Szene mit einem eigenständigen, etwas Metal-lastigeren Stil heraus, bekanntere Vertreter sind/waren die Bands Angstzustand, Loxiran, Louise Cyphre und Acme.
Um das Jahr 2005 hatten sich die ersten Screamo-Bands größtenteils alle aufgelöst, der Verbreitung des Genres tat dies aber keinen Abbruch, da sie zu einem Gutteil in andere Bands übergingen, besteht etwa aus ehemaligen Mitgliedern der Gruppe Orchid, die Band ...Who Calls So Loud aus solchen der Gruppe Funeral Diner, Off Minor aus Ex-Saetia-Mitgliedern etc.

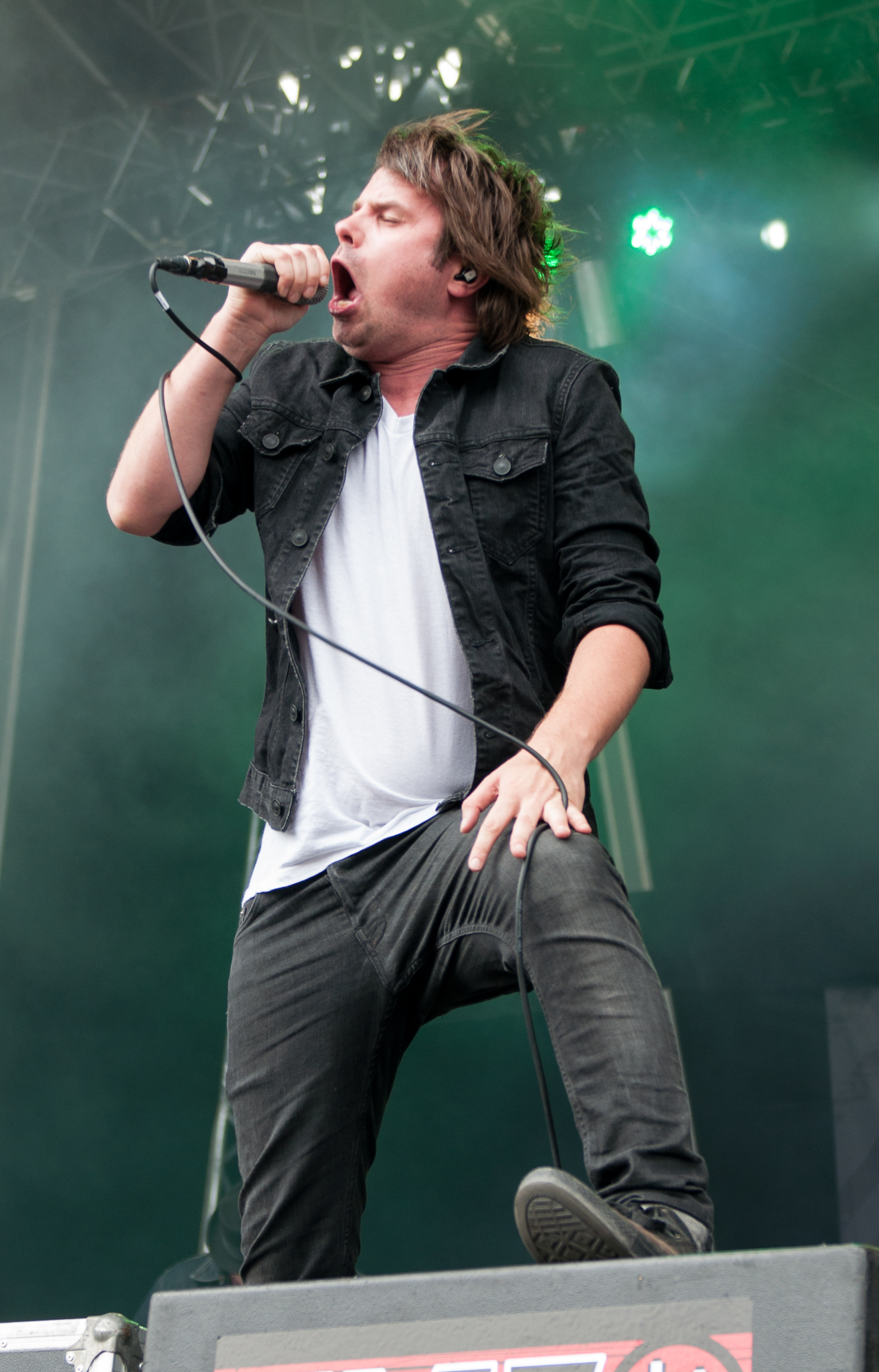
Shane Told, Sänger von Silverstein beim Vainstream 2014

Zu ungefähr derselben Zeit begann der Begriff Screamo auch für Bands verwendet zu werden, die musikalisch eher dem Post-Hardcore, Metalcore oder deren Sub-Genres zuzuordnen wären. Ab diesem Zeitpunkt wurden die Bedeutung, die der Begriff bis dahin gehabt hatte, und die Entwicklung des Genres weitgehend nicht beachtet. Eine Verbindung zwischen einer der oben genannten Gruppen und solcher, die ab nun als Screamo bezeichnet wurden, gibt es in der Regel nicht, auch musikalische Parallelen sind meist sehr gering. Als „Screamo“ werden nun viele Bands bezeichnet, die Geschrei als Stilmittel verwenden, als Beispiele seien hier Bands wie Underoath, Silverstein, Distance in Embrace und Alesana genannt. Unterstützt haben diese Entwicklung vor allem das Musikfernsehen, -magazine und das Internet. Von Fans des „ursprünglichen Screamo“ wird diese Entwicklung scharf kritisiert und herablassend werden die Begriffe „Emopop“, „Mall Emo“, „Mainstreamo“ oder „Fake Screamo“ gebraucht, die auch satirisch auf die unterschiedlichen „Philosophien“ im Umgang mit (Sub-)Kulturen verweisen. Während Screamo, als Subgenre des Hardcore, die Nähe zum Punk und damit zum DIY-Gedanken hervorhebt, bewegen sich populäre „moderne Screamo“ Bands in einer Welt von Plattenlabels und -Verträgen oder, anders formuliert, sind Teil der Plattenindustrie.
Im Gegensatz dazu gab es Bands, die ihre Musik mit Elementen des Grindcore, Crustcore und Extreme Metal fütterten, in Anlehnung an den Begriff Powerviolence nannten sie ihre Musik Emoviolence. Bekannte Vertreter sind/waren Bands wie Orchid, Arsen aka König der Monster, Battle of Wolf 359 und Resurrectionists. Typisch für diese Musik sind extrem schnelle Blastbeats und melodische, oktavierte Gitarrenriffs.

## Merkmale
Spieltechnisch beruht Screamo in weiten Teilen auf Hardcore-Punk und ist vom Spiel mit Laut-Leise-Dynamiken sowie von Tempowechseln geprägt, meist widersetzen sich die Lieder der traditionellen Strophe-Refrain-Strophe-Struktur. Das Schreien der Texte steht im Vordergrund, viele Screamo-Lieder beinhalten an ruhigeren Stellen allerdings auch gesprochene oder gesungene Teile, die sich trotzdem aber jeder Ähnlichkeit zum klassischen Gesang zu widersetzen versuchen.